# Koniusza (województwo małopolskie)
Koniusza – wieś w Polsce, położona w województwie małopolskim, w powiecie proszowickim, w gminie Koniusza. Siedziba gminy Koniusza.
W latach 1975–1998 wieś administracyjnie należała do województwa krakowskiego. Nazwa wsi świadczy o tym, że wywodzi się ona z okresu rozwoju wsi służebnych.

## Historia
W końcu XVI wieku część majątku ziemskiego Koniusza była w posiadaniu miejscowego plebana, administracyjnie wieś należała do powiatu proszowickiego w województwie krakowskim. W czasie powstania kościuszkowskiego 3 kwietnia 1794 kwaterowały w Koniuszy wojska polskie, które dotarły tu z Luborzycy. Po wzmocnieniu około 2000 rekrutów uzbrojonych głównie w siekiery i kosy osadzone na sztorc, wojska te, dowodzone przez Tadeusza Kościuszkę wyruszyły w nocy z 3 na 4 kwietnia w kierunku Dalewic.

## Integralne części wsi
| SIMC    | Nazwa  | Rodzaj    |
| ------- | ------ | --------- |
| 0323246 | Bugaj  | część wsi |
| 0323252 | Malina | część wsi |

## Zabytki
Obiekt wpisany do rejestru zabytków nieruchomych województwa małopolskiego.
- Kościół Świętych Apostołów Piotra i Pawła, dzwonnica, otoczenie, drzewostan.

## Galeria zdjęć

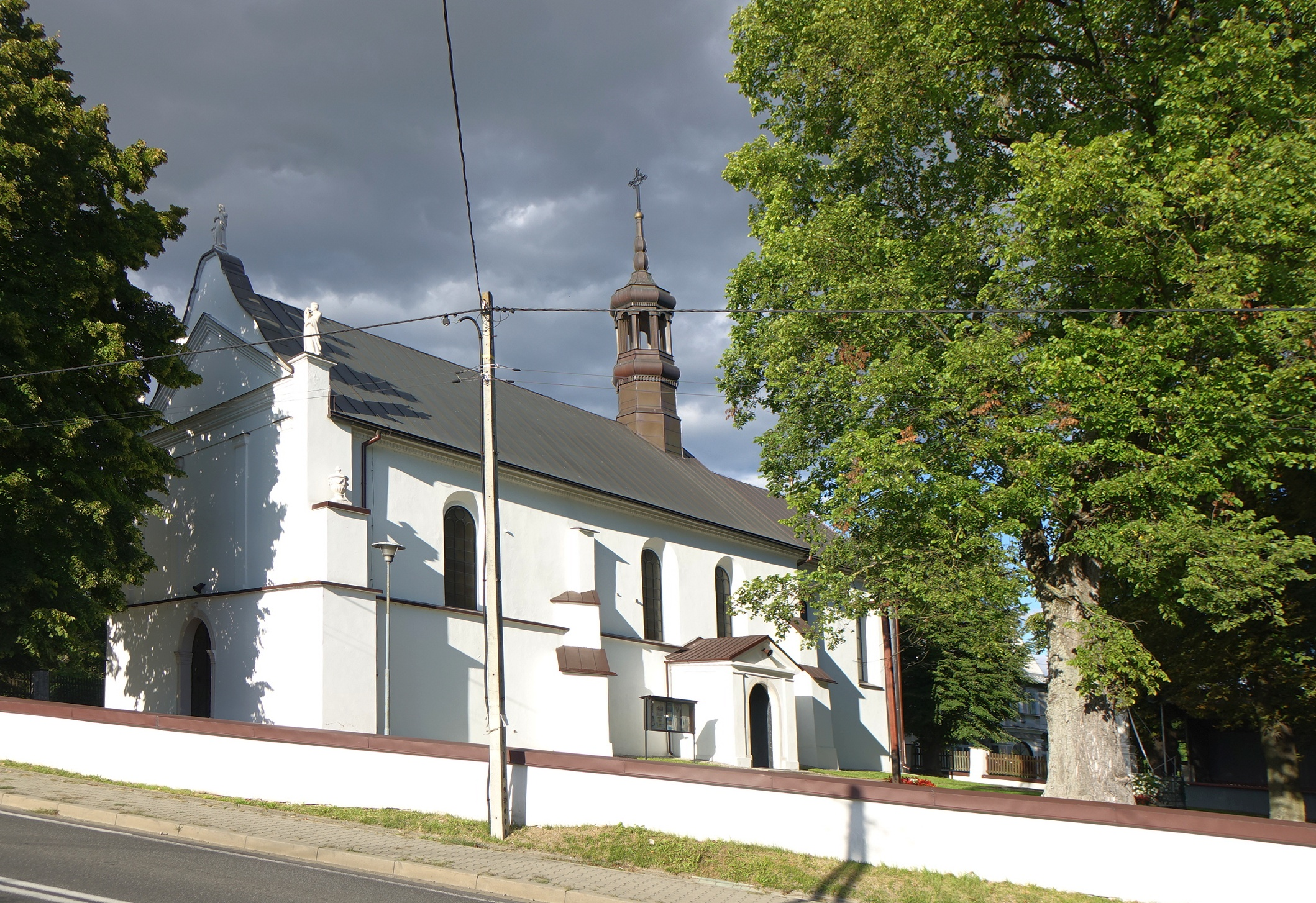
Kościół
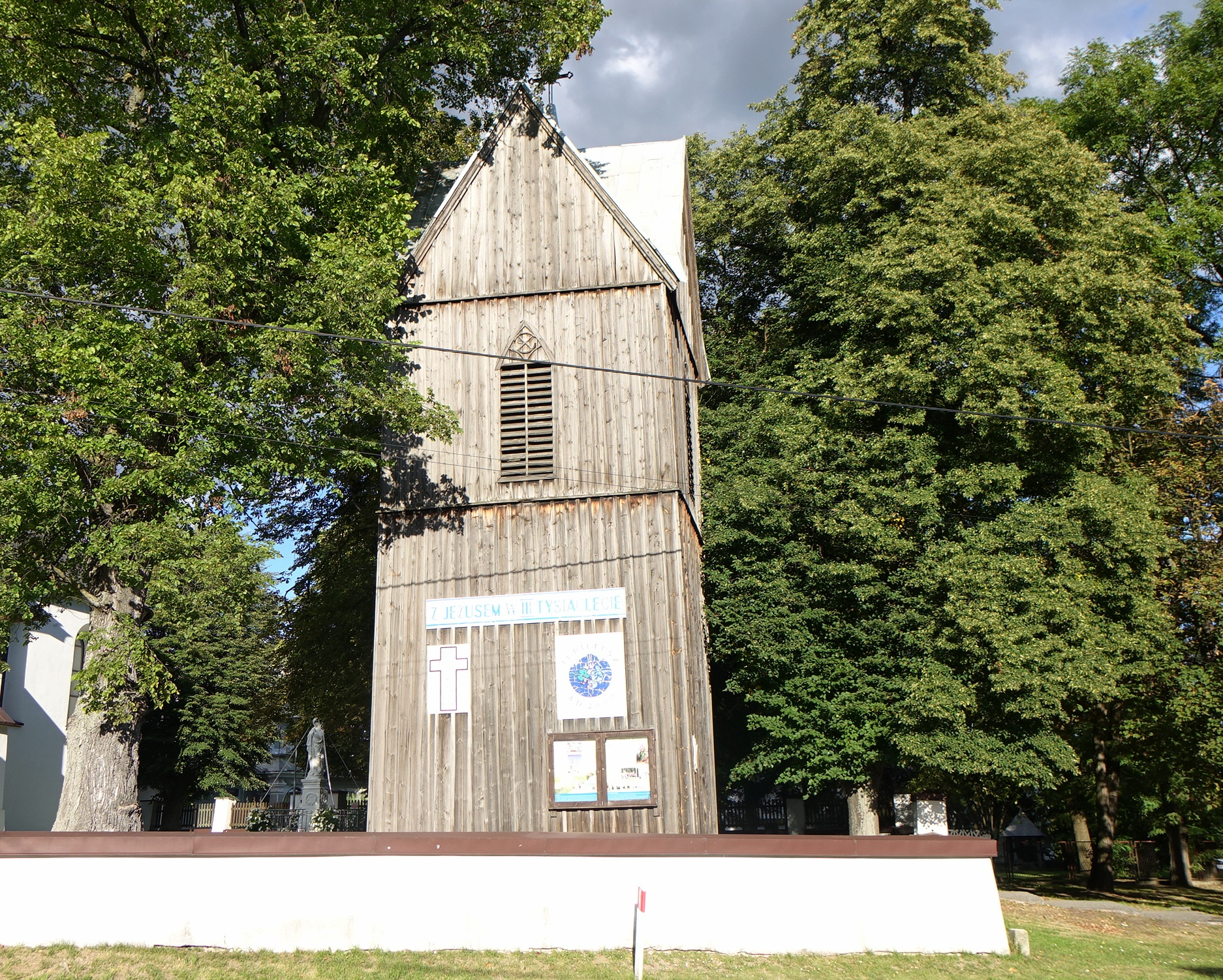
Dzwonnica
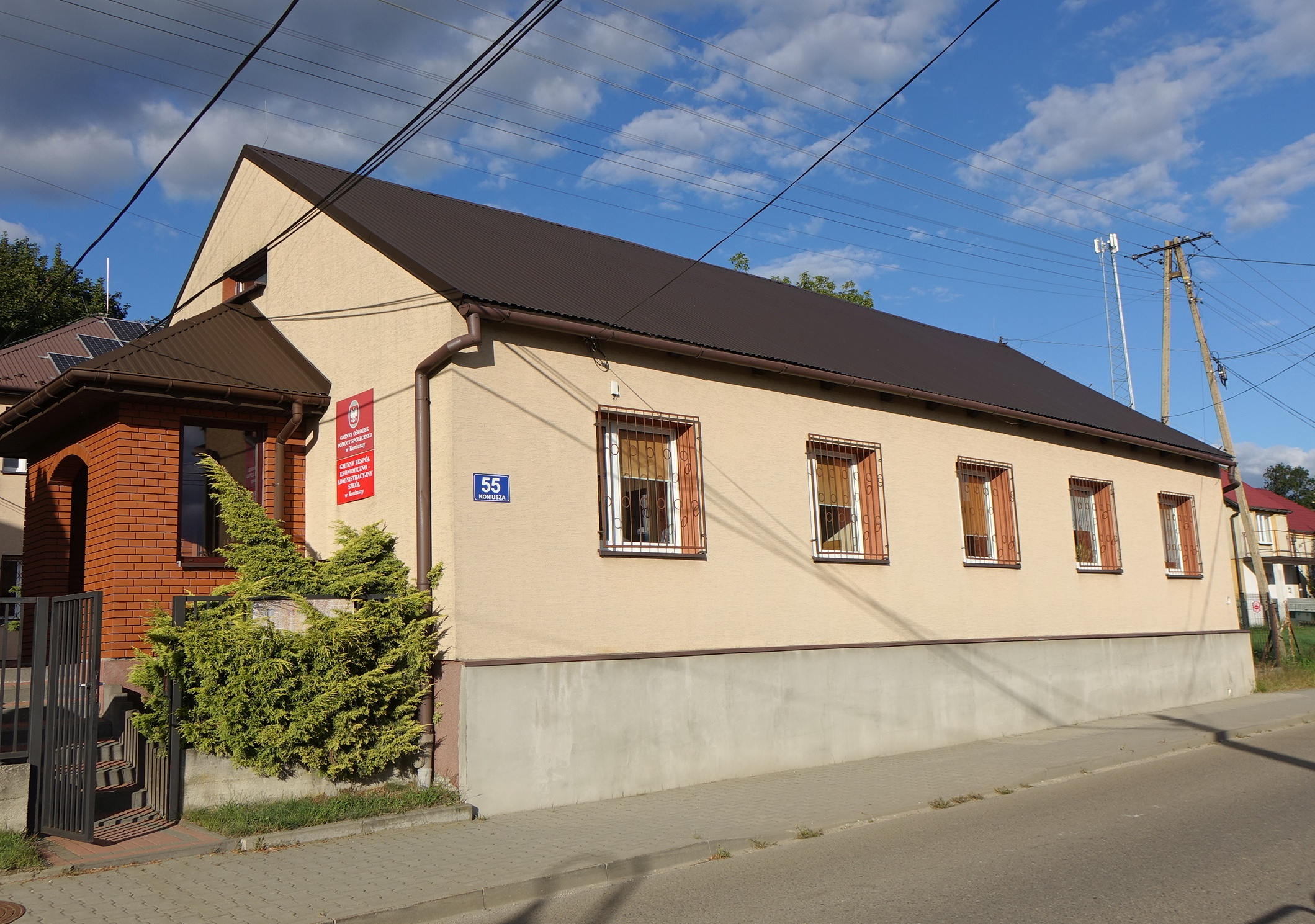
Gminny Ośrodek Pomocy Społecznej